# Élections législatives de 1986 dans la Vienne
Les élections législatives françaises de 1986 ont lieu le 16 mars 1986. Dans le département de la Vienne, quatre députés sont à élire dans le cadre d'un scrutin proportionnel par liste départementale à un seul tour.

## Élus
| Député élu         |  | Parti     |
| ------------------ |  | --------- |
| Jean-Pierre Abelin |  | UDF (CDS) |
| Arnaud Lepercq     |  | RPR       |
| Édith Cresson      |  | PS        |
| Jacques Santrot    |  | PS        |

## Listes en présence

### Mouvement pour un parti des travailleurs
| N° | Candidats              | Parti | Parti | Principales fonctions        |
| -- | ---------------------- | ----- | ----- | ---------------------------- |
| 01 | Claude Baysse          |       | MPPT  | Agent des impôts             |
| 02 | Michel Fernandez-Lopez |       | MPPT  | Ouvrier                      |
| 03 | Michel Laffond         |       | MPPT  | Technicien PTT               |
| 04 | Claudine Kepinski      |       | MPPT  | Agent de la Sécurité sociale |
|    |                        |       |       |                              |
| 05 | Christian Enard        |       | MPPT  | Statisticien                 |
| 06 | Didier Simonet         |       | MPPT  | Monteur-soudeur              |

### Parti communiste français
| N° | Candidats           | Parti | Parti | Principales fonctions                                                         |
| -- | ------------------- | ----- | ----- | ----------------------------------------------------------------------------- |
| 01 | Paul Fromonteil     |       | PCF   | Conseiller régional, ancien vice-président du conseil régional, professeur    |
| 02 | Jean-Jacques Pensec |       | PCF   | Assistant à l'Université, adjoint au maire de Poitiers                        |
| 03 | André Rideau        |       | PCF   | Cultivateur, conseiller général du canton de L'Isle-Jourdain, maire d'Adriers |
| 04 | Chantal Vacheron    |       | PCF   | Directrice d'un établissement spécialisé                                      |
|    |                     |       |       |                                                                               |
| 05 | Pierrette Poupard   |       | PCF   | Professeur                                                                    |
| 06 | Claude Turquois     |       | PCF   | Professeur                                                                    |

### Parti socialiste
| N° | Candidats         | Parti | Parti | Principales fonctions                                                                                      |
| -- | ----------------- | ----- | ----- | --- |
| 01 | Édith Cresson     |       | PS    | Ministre, conseillère générale du canton de Châtellerault-Ouest et maire de Châtellerault                  |
| 02 | Jacques Santrot   |       | PS    | Député sortant, conseiller régional, conseiller général et maire de Poitiers                               |
| 03 | Raoul Cartraud    |       | PS    | Député sortant, conseiller régional, conseiller général du canton de Civray et maire de Civray, professeur |
| 04 | Serge Chamoret    |       | PS    | Conseiller général du canton de Neuville-de-Poitou, ancien maire de Neuville-de-Poitou, professeur d'EPS   |
|    |                   |       |       | |
| 05 | Yvon Boileau      |       | PS    | Agent de maintenance                                                                                       |
| 06 | Bernard Rousselle |       | PS    | Conseiller général du canton de Mirebeau et conseiller municipal de Mirebeau, professeur                   |

### Mouvement des démocrates
| N° | Candidats                   | Parti | Parti | Principales fonctions                                                      |
| -- | --------------------------- | ----- | ----- | -------------------------------------------------------------------------- |
| 01 | Régis Roquetanière          |       | MDD   | Assureur à Poitiers, ancien président du comité de quartier Poitiers-Ouest |
| 02 | Joëlle Richard-Auger        |       | MDD   | Secrétaire                                                                 |
| 03 | Jean-Jacques Niquet         |       | MDD   | Chef d'entreprise                                                          |
| 04 | Jean-Jacques Marchive       |       | MDD   | Peintre décorateur                                                         |
|    |                             |       |       |                                                                            |
| 05 | Bernard Baillon             |       | MDD   | Artisan coiffeur                                                           |
| 06 | Jacqueline Bramoullé-Dupont |       | MDD   |                                                                            |

### Opposition (UDF-RPR)
| N° | Candidats            | Parti | Parti   | Principales fonctions |
| -- | -------------------- | ----- | ------- | --- |
| 01 | Jean-Pierre Abelin   |       | UDF-CDS | Député européen, conseiller général du canton de Châtellerault-Nord et conseiller municipal de Châtellerault, cadre de la Banque de France |
| 02 | Arnaud Lepercq       |       | RPR     | Conseiller général du canton de Gençay, conseiller régional et maire d'Usson-du-Poitou, exploitant agricole                                |
| 03 | Jean-Yves Chamard    |       | RPR     | Conseiller général du canton de Poitiers-6, vice-président du conseil général et conseiller municipal de Poitiers, maitre de conférences   |
| 04 | Jean-Pierre Raffarin |       | UDF-PR  | Conseiller municipal de Poitiers, directeur de Bernard Krief Communication                                                                 |
|    |                      |       |         | |
| 05 | Denise Hage          |       | UDF-CDS | Infirmière |
| 06 | Patrick Pellerin     |       | RPR     | Médecin biologiste |

### Front national
| N° | Candidats                    | Parti | Parti | Principales fonctions |
| -- | ---------------------------- | ----- | ----- | --------------------- |
| 01 | Christian Robineau           |       | FN    | Officier ministériel  |
| 02 | Christiane Gilloire          |       | FN    | Secrétaire            |
| 03 | Jean-Marie Barraud du Chéron |       | FN    | Agriculteur           |
| 04 | Jean-Claude Jouteau          |       | FN    | Cadre commercial      |
|    |                              |       |       |                       |
| 05 | Bernard Beauseigneur         |       | FN    |                       |
| 06 | Joël Pichon                  |       | FN    | Agent commercial      |

## Résultats

### Résultats à l'échelle du département
| Liste Parti politique | Liste Parti politique                                                                                              | Tête de liste      | Tour unique | Tour unique | Sièges |
| Liste Parti politique | Liste Parti politique                                                                                              | Tête de liste      | Voix        | %           | Sièges |
| --------------------- | --- | ------------------ | ----------- | ----------- | ------ |
|                       | Union de l'opposition Union pour la démocratie française (RPR)                                                     | Jean-Pierre Abelin | 92 407      | 45,85       | 2      |
|                       | Pour une majorité de progrès avec le président de la République Parti socialiste                                   | Édith Cresson      | 78 867      | 39,13       | 2      |
|                       | Liste présentée par le Parti communiste français Parti communiste français                                         | Paul Fromonteil    | 15 033      | 7,46        | 0      |
|                       | Liste de Rassemblement national présentée par le Front national Front national                                     | Christian Robineau | 10 761      | 5,34        | 0      |
|                       | « Osez ! Osons ! » Réussir tous ensemble Mouvement des démocrates                                                  | Régis Roquetanière | 2 386       | 1,18        | 0      |
|                       | Liste du Mouvement pour un parti des travailleurs Vienne Extrême gauche (Mouvement pour un parti des travailleurs) | Claude Baysse      | 2 098       | 1,04        | 0      |
|                       | |                    |             |             |        |
| Inscrits              | Inscrits | Inscrits           | 268 616     | 100,00      | 4      |
| Abstentions           | Abstentions | Abstentions        | 56 007      | 20,85       |        |
| Votants               | Votants | Votants            | 212 609     | 79,15       |        |
| Blancs et nuls        | Blancs et nuls | Blancs et nuls     | 11 057      | 5,20        |        |
| Exprimés              | Exprimés | Exprimés           | 201 552     | 94,80       |        |